# عمر السعید
عمر السعید (عربی: عمر السعيد؛ زادهٔ ۲۳ ژوئن ۱۹۹۰) بازیکن فوتبال اهل مصر است.
از باشگاه‌هایی که در آن بازی کرده‌است می‌توان به باشگاه فوتبال الانتاج الحربی اشاره کرد.
وی همچنین در تیم ملی فوتبال مصر بازی کرده‌است.